# GC-tartalom

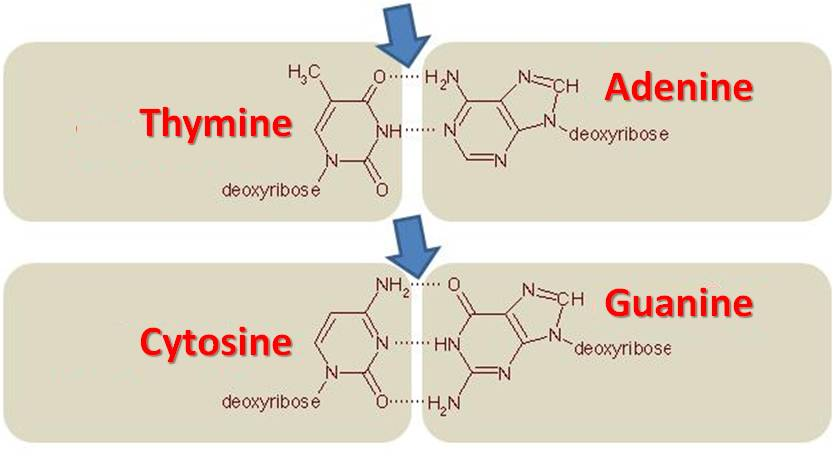
AT és GC párosítású nukleotidkötések. A nyilak a hidrogénkötésekre mutatnak.

A molekuláris biológia területén a GC-tartalom (vagy guanin-citozin-tartalom) a DNS-molekula nitrogénalapú bázisai közül a guanin és a citozin százalékos arányát jelenti (a négy különböző lehetőségből, ahol a másik kettő az adenin és a timin). Ez a százalékos arány utalhat a DNS (vagy RNS) adott szegmensére vagy a teljes genomra. Amikor az örökítőanyag részletére utal, akkor beszélhetünk egy génrészlet, egy gén, géncsoport vagy génklaszter, vagy akár nem kódoló régió GC-tartalmáról.
A GC-párokat három, míg az AT-párokat csak két hidrogénkötés köti össze. A magasabb GC-tartalmú DNS stabilabb az alacsony GC-tartalmúnál, de a közhiedelemmel ellentétben a hidrogénkötések nem képviselnek jelentős stabilizáló erőt, inkább a „stacking” (összefekvés, egy π-π interakció) okozza a nagyobb stabilitást.
Az örökítőanyag nagyobb hőstabilitása ellenére valószínűsíthető, hogy a magas GC-tartalmú DNS-t tartalmazó sejtek autolízisen mennek át, így magának a sejtnek az élettartama lecsökken. Az örökítőanyag robusztusabb voltából a magas GC-tartalmú élőlényekben sokan arra a következtetésre jutottak, hogy a GC-tartalomnak nagy szerepe lehetett a magas hőmérséklethez való alkalmazkodásban; ezt a hipotézist a közelmúltban cáfolták.
PCR-kísérletekben a primerek GC-tartalmából szokták megjósolni a DNS-templáthoz való kapcsolódási hőmérsékletet. Magasabb GC-tartalom magasabb olvadáspontra utal.

## A GC-tartalom meghatározása
A GC-tartalmat általában százalékos értékként fejezik ki, de néha arányként is (G+C-arány vagy  AT/GC-arány) – ezek nem független mennyiségek, egymásból egyszerűen  átszámíthatóak. A GC-tartalom százalékos értékét a következőképp számolják:
{\displaystyle {\cfrac {G+C}{A+T+G+C}}\times \ 100} ,
míg az AT/GC-arány számolási módja a következő:
{\displaystyle {\cfrac {A+T}{G+C}}} .
A GC-tartalom számos módszerrel megmérhető, az egyszerűbbek közé tartozik a DNS kettős spirálja olvadási hőmérsékletének megmérése spektrofotometria segítségével. A DNS abszorbanciája (fényelnyelő képessége) 260 nanométeres hullámhosszon ugrásszerűen megnő, amikor a kétszálú DNS a melegítéstől szálakra bomlik. Kellő mennyiségű minta esetén a leggyakrabban használt módszer az áramlási citometria (FCM).
Természetesen, ha a szóban forgó DNS- vagy RNS-molekula már szekvenálásra került, a GC-tartalom pontosan meghatározható a matematikai alapműveletek segítségével.

## A genomok GC-aránya
Egy genomon belül a GC-tartalom meglepően sokat változik. Ezek a változások a bonyolultabb élőlényekben mozaikszerűen alakulnak, szigetszerű, ún. izochor régiókkal. Ez a különböző kromoszómák festődési intenzitásának váltakozásához vezet. A magas GC-tartalmú izochorokban sok fehérjekódoló gén van, így az egyes régiók GC-arányának meghatározása segít a genom fehérjekódoló területeinek feltérképezésében.

## GC-arányok és kódoló szekvenciák
A genom nagyobb területét tekintve a géneket gyakran jellemzik a teljes genom GC-arányához képest magasabb GC-arányukkal. Egyes bizonyítékok arra utalnak, hogy egy gén kódoló régiójának hossza egyenesen arányos a magasabb G+C-aránnyal. Nem lehet eltekinteni attól a ténytől sem, hogy a stop kodon több A és T nukleotidot tartalmaz, így minél rövidebb a szekvencia, annál nagyobb az AT-felé való eltérülés.

## Alkalmazása a rendszertanban
Különböző élőlények GC-tartalma általában eltér egymástól, ennek kialakulását a géneken értelmezett természetes szelekcióval, a mutációk és a rekombinációval társult DNS-javítás GC-elfogultságával magyarázzák.
A fajfogalom problematikussága a prokarióták taxonómiájában ahhoz vezetett, hogy a „bakteriális rendszertan megközelítéseit egyeztető ad hoc bizottság” javasolta a GC-arány használatát a rendszertani hierarchia magasabb szintjeinek kialakításában. Például az Actinobacteria „magas GC-tartalmú baktériumként” jellemezhető. A Streptomyces coelicolor A3(2)-ben a GC-tartalom 72%. Az élesztőben (Saccharomyces cerevisiae) ez az érték 38%, és a gyakori modellszervezet Arabidopsis thaliana (lúdfű) esetén 36%. A genetikai kód természete miatt a GC-tartalom nem kerülhet túl közel sem a 0, sem a 100%-hoz. Egy rendkívül alacsony GC-tartalmú élőlényre példa a Plasmodium falciparum (GC% = ~20%), az ilyenekre általában inkább AT-gazdagként hivatkoznak és nem GC-szegényként.

## Fordítás
- Ez a szócikk részben vagy egészben a GC-content című angol Wikipédia-szócikk ezen változatának fordításán alapul.  Az eredeti cikk szerkesztőit annak laptörténete sorolja fel. Ez a jelzés csupán a megfogalmazás eredetét és a szerzői jogokat jelzi, nem szolgál a cikkben szereplő információk forrásmegjelöléseként.